# Симхика

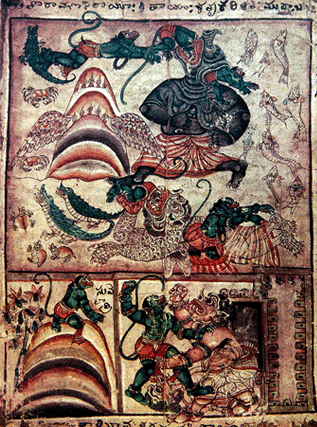
Хануман встречает Сурашу, Симхику и Ланки.

Симхика, или Синхика (санскр. सिंहिका, IAST: siṃhikā) —  имя различных женщин-асуров в индуизме. Обычно этот термин рассматривается как другое имя Холики, сестры Хираньякашипу. Вопреки этому, по некоторым сведениям, она была дочерью царя демонов Хираньякашипу и сестрой преданного Вишну Прахлады .
Другая Симхика упоминается в Рамаяне. Когда Хануман пересекал океан на Ланку, царство демона Раваны, Симхика пряталась в океане и схватила Ханумана, Хануман нырнул ей в рот и увеличился в размерах, разорвав ей живот, положив конец жизни Симхики.